# 교황 에우세비오
교황 에우세비오(라틴어: Eusebius, 이탈리아어: Eusebio)는 제31대 교황(재위: 309년경 4월 18일 - 310년경 8월 17일)이다. 사후 성인으로 시성되었으며, 축일은 8월 17일이다.
에우세비오의 재위기간은 고작 4개월에 불과하였으며, 기독교 박해 당시 배교했던 신자들의 장기간 공적 참회 문제와 관련해서 교회 내부에서 끊임없는 갈등과 분쟁이 일어나 결국 폭력사태로까지 이어지자 막센티우스 황제에 의해 공권력이 투입되기에 이르렀다. 막센티우스 황제는 306년에 로마 황제로 재위하여 제국을 통치하였는데, 처음에는 기독교를 우호적으로 취급하였다. 에우세비오는 전임자인 마르첼로 1세와 마찬가지로 배교했던 신자들에 대한 태도 때문에 큰 곤경에 처하게 되었다. 결국 에우세비오 교황은 로마에서 추방되었다.
에우세비오는 시칠리아로 유배되어 그곳에서 선종하였으며, 사후 로마로 시신이 운구되어 갈리스토 카타콤바에 묻혔다. 훗날 교황 다마소 1세는 에우세비오의 무덤에 6보격 시행의 묘비를 만들어 세웠는데, 여기에 새겨진 ‘순교자’라는 칭호는 문자 그대로 해석해서는 안 된다.